# Bernardino Montañés y Pérez
Bernardino Montañés y Pérez (Saragossa, 20 de maig de 1825-6 de gener de 1893) va ser un pintor aragonès.

## Biografia
Començà la seva formació artística a l'Escola de Belles Arts de San Luis de la mà de l'escultor Tomás Llovet Pérez. Durant aquest període assolí els primers premis als certamens de pintura convocats pel Liceu Artístic i Literari local (1840-1844) i la mateixa acadèmia. Gràcies a la protecció del comerciant Santos Sanz ingressà el 1845 a l'Escola de Pintura, Escultura i Gravat de Madrid i esdevingué un dels habituals de l'estudi de Federico de Madrazo. El 1848 es traslladà a Roma com a pensionat per ampliar la seva formació, on va fer amistat amb altres artistes espanyols com Felipe Moratilla, Carlos Múgica, Francisco Lameyer, Ignacio Palmerola, Patricio Patiño, entre d'altres. Durant la dècada de 1850 viatjà per Itàlia, Àustria, Baviera, Saxònia, Prússia, Bèlgica i França. Són d'esment les làmines que va fer durant la seva visita a la restes de Pompeia i Herculà i al Reial Museu Borbònic de Nàpols, amb les quals va fer el seu Álbum de Pompeya (1867), document important per a la historiografia de l'arqueologia pompeiana.
A la seva tornada a Espanya és nomenat professor ajudant de l'Escola de Belles Arts de Madrid i el 1859 obté plaça de professor a Saragossa, escola de la qual també serà secretari i, des de 1886, director, a més d'acadèmic de número. Fou acadèmic corresponent de la Reial Acadèmia de San Fernando. Mostrà sempre sensibilitat per la conservació del patrimoni històric i artístic, formà part de la Comissió de Monuments Històrics i Artístics de la província de Saragossa i fou conservador (1869-1888) del Museu Provincial de Saragossa.
Va morir a causa d'una pulmonia el 1893, en un dels hiverns més freds que hi hagut a la ciutat de Saragossa.

## Obra
La seva obra és abundant, especialitzada en els gèneres de pintura religiosa i d'història, on destaquen sobretot els retrats, esdevenint un dels pintors més sol·licitats de la societat saragossana del moment. Va rebre una forta influència del Romanticisme de tall espiritual per part dels natzarens alemanys, aglutinats al voltant de Johann Friedrich Overbeck. Segons Manuel Ossorio, són més de 200 els retrats que va pintar, destacant-ne diversos localitzats tant a Madrid com a Saragossa, entre d'altres, d'aristòcrates, burgesos, eclesiàstics, polítics, artistes, etc. En l'àmbit religiós una de les obres més destacades, per la seva monumentalitat és la decoració de la cúpula central de la Basílica del Pilar, amb la col·laboració d'altres pintors aragonesos.
Participà diverses vegades a mostres i certàmens, malgrat que no va ser gaire significatiu pel seu academicisme, encara que va ser respectat i estimat per la seva professionalitat en totes les seves activitats. Fou guardonat el 1862 i 1865 amb menció d'honor a l'Exposició Nacional de Belles Arts i va participar, com a membre de la selecció de pintura contemporània espanyola, a l'Exposició Universal de París de 1855, la de Londres de 1862 i la de Dublín de 1866, el que demostra la bona acollida que va tenir per a la crítica del seu temps.